# Mänttä
Mänttä est une ancienne municipalité du centre-ouest de la Finlande. Elle se situe dans la région du Pirkanmaa.
Elle a amorcé son développement dans les années 1860 lorsque la première usine de papier s'installe près des rapides de Mäntänkoski, sur la commune alors rurale de Ruovesi. Elle appartient pendant des décennies à la famille Serlachius et opère encore aujourd'hui sous le nom de Metsä Tissue. Vers la fin du XIXe siècle, les Serlachius diversifient leurs activités dans une usine de pompes, et Mänttä devient une petite ville totalement dévolue à l'industrie.
La commune devient autonome en 1922, puis est proclamée ville en 1973. Aujourd'hui, elle reste une ville largement industrielle mais a réussi à devenir un petit centre d'enseignement supérieur, certains instituts d'enseignement technique y étant délocalisés depuis Tampere. Le 1er janvier 2009, elle a fusionné avec Vilppula pour former la nouvelle ville de Mänttä-Vilppula.
Les communes voisines sont Vilppula à l'ouest, Keuruu au nord-est et Jämsä au sud-est (les 2 dernières en Finlande-Centrale). Keuruu ville est à 32 km, et Jämsä centre à tout juste 35 km. Les villes plus importantes à proximité sont Jyväskylä et Tampere, à environ 90 km chacune.

## Arts
La ville s'est fait, à la fin du XXe siècle, une réputation artistique. Proposant plusieurs musées et un magasin de décoration d’intérieur réputé Myllyranta, elle attire chaque année de plus en plus de touristes.